# Isabelle Stever

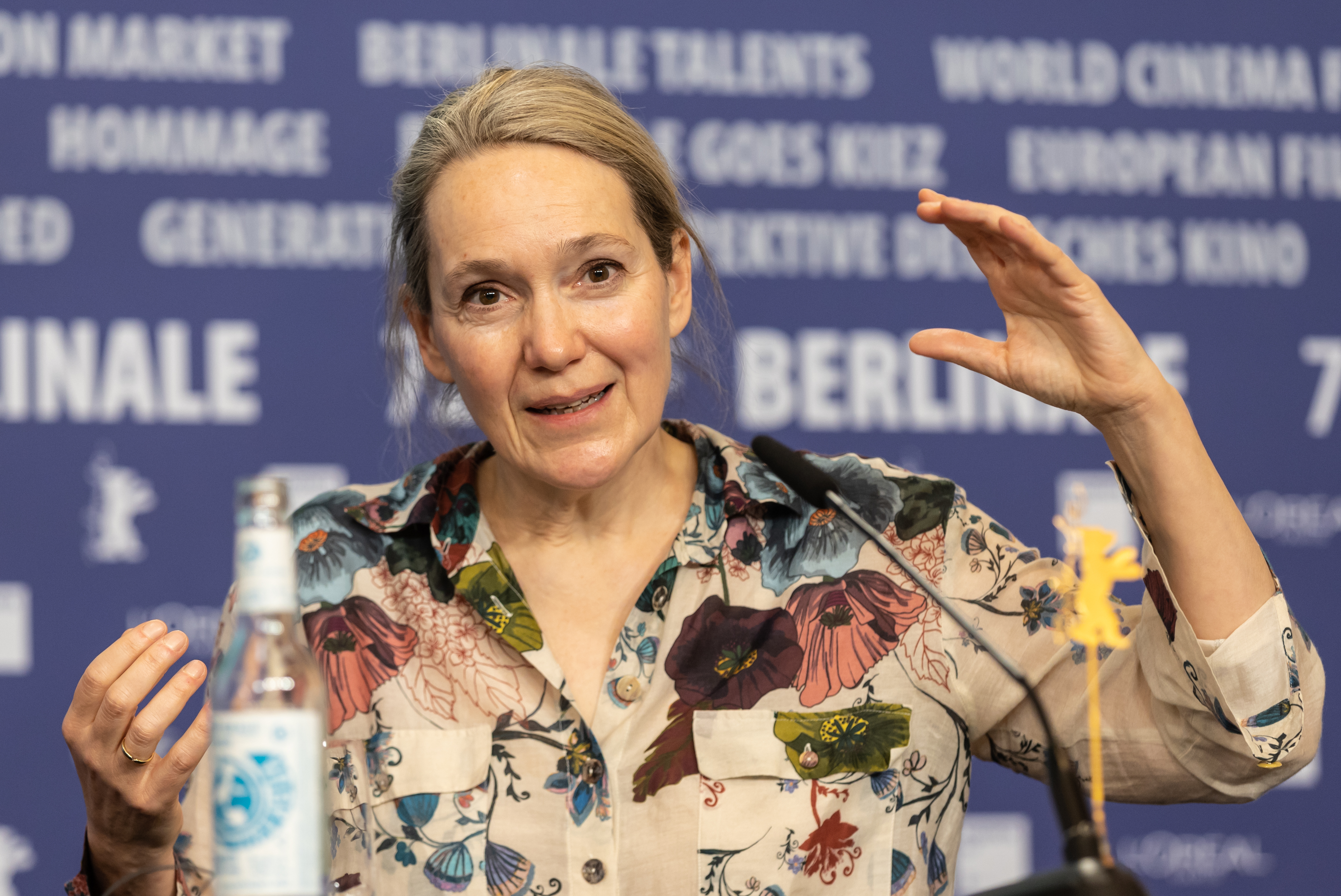
Isabelle Stever

Isabelle Stever (* 17. Dezember 1963 in München) ist eine deutsche Filmregisseurin und Drehbuchautorin.

## Leben
Kindheit und Jugend verbrachte Stever in München, Paris und Nordrhein-Westfalen. Sie schloss ihr Mathematikstudium an der TU Berlin ab und studierte anschließend an der Deutschen Film- und Fernsehakademie Berlin. Ihr dortiger Abschlussfilm Erste Ehe (2003) erhielt den First Steps Award für den besten Spielfilm. Stever drehte mit Gisela (2005) einen weiteren langen Spielfilm, an dem sie ebenfalls als Drehbuchautorin beteiligt war. 2009 steuerte sie einen Kurzfilm zu dem Projekt der, laut dem Nachrichtenmagazin Der Spiegel, „deutschen Regie-Elite“ Deutschland 09 bei.

## Filmografie
- 1997: Requiem für etwas, das sehr klein ist
- 1998: A Touch of Heaven
- 1999: Beach Bikini Party
- 2003: Erste Ehe
- 2005: Gisela
- 2009: Deutschland 09 – Eine demokratische Gesprächsrunde zu festgelegten Zeiten
- 2010: Glückliche Fügung
- 2015: Das Wetter in geschlossenen Räumen
- 2022: Grand Jeté

## Auszeichnungen
- 2006: Crossing Europe Award European Competition für Gisela